# Pädagogische Hochschule der Fachhochschule Nordwestschweiz
Die Pädagogische Hochschule der Fachhochschule Nordwestschweiz (PH FHNW, engl.: FHNW School of Education) bietet Aus- und Weiterbildungen für alle Lehrberufe von der Vorschulstufe bis zur Sekundarstufe II an und qualifiziert Fachpersonen in den Bereichen Logopädie und Sonderpädagogik. Sie ist eine von zehn Hochschulen der Fachhochschule Nordwestschweiz (FHNW) und wird getragen von den Schweizer Kantonen Aargau, Basel-Stadt, Basel-Landschaft und Solothurn. Die PH FHNW bietet eine von der Schweizerischen Konferenz der kantonalen Erziehungsdirektoren (EDK) anerkannte, schweizweit gültige Lehrpersonenbildung an.

## Standorte
Die Hauptstandorte der Pädagogischen Hochschule FHNW befinden sich am Campus Brugg-Windisch, am Campus Muttenz  und in Solothurn. Das Zentrum Politische Bildung und Geschichtsdidaktik, das dem Institut Forschung und Entwicklung der PH FHNW angeschlossen ist, ist in Aarau ansässig. 

## Struktur

### Institute
Die PH FHNW ist in sechs Institute gegliedert:
- Institut Kindergarten-/Unterstufe (IKU)[5] in Solothurn, Muttenz und Brugg-Windisch
- Institut Primarstufe (IP)[6] in Brugg-Windisch, Muttenz und Solothurn
- Institut Sekundarstufe I und II (ISEK)[7] in Brugg-Windisch und Muttenz
- Institut Spezielle Pädagogik und Psychologie (ISP)[8] in Muttenz
- Institut Weiterbildung und Beratung (IWB)[9] in Brugg-Windisch und Solothurn
- Institut Forschung und Entwicklung (IFE)[10] in Aarau, Brugg-Windisch und Muttenz

Gemeinsame Institute mit Universitäten: 
- Institut für Bildungswissenschaften (IBW)[11]: Das Institut wird von der Universität Basel und der Pädagogischen Hochschule FHNW gemeinsam finanziert und geführt und ist dem Rektorat der Universität Basel zugeordnet.
- Zentrum für Demokratie Aarau (ZDA)[12]: Die Trägerschaft des ZDA setzt sich zusammen aus der Universität Zürich, der Fachhochschule Nordwestschweiz, der Stadt Aarau und dem Kanton Aargau.

### Personen
An der PH FHNW sind über 680 Mitarbeitende angestellt, die über 3600 Studierende ausbilden und rund 30'000 Lehrpersonen in Weiterbildungskursen betreuen. Seit März 2022 hat Guido McCombie die Stelle des Direktors der PH FHNW inne. Zuvor leitete Sabina Larcher Klee die Hochschule (2015–2022). 2006 bis 2015 war Hermann Forneck Direktor der PH FHNW.

## Angebote
Die Angebote orientieren sich am vierfachen Leistungsauftrag der Fachhochschulen, der Ausbildung, Forschung, Weiterbildung und Dienstleistungen umfasst. Im Zentrum steht die Aus- und Weiterbildung von Lehrpersonen.

### Ausbildung
Die PH FHNW bietet Ausbildungsgänge für Lehrpersonen aller Schulstufen an:
- Bachelor-Studiengang «Kindergarten- und Unterstufe»[15]
- Bachelor-Studiengang «Primarstufe»[16]
- Bachelor- und Master-Studiengang «Sekundarstufe I»[17]
- Diplom-Studiengang «Sekundarstufe II»[18]
- Bachelor-Studiengang «Logopädie»[19]
- Master-Studiengang «Sonderpädagogik»[20]

Seit 2021 bietet die PH FHNW die Studienvariante Quereinstieg für berufserfahrene Personen über 30 Jahren an (Kindergarten-/Unterstufe, Primarstufe, Sekundarstufe I).
Ab dem Herbstsemester 2023 ermöglicht die PH FHNW mit der Studienvariante BachelorPlus/MasterPlus im letzten Studiendrittel die Verbindung einer professionell begleiteten Anstellung im Schulfeld mit einem auf den Berufseinstieg abgestimmten Teilzeitstudium.

### Weiterbildung und Beratung
Der Leistungsauftrag Weiterbildung wird in den Angebotsformen Weiterbildung und Beratung durch das Institut Weiterbildung und Beratung (IWB) verantwortet.  Die Angebote richten sich nach dem Bedarf der Schulen und der Bildungspolitik und nehmen die Bedürfnisse der (potenziellen) Teilnehmenden und Organisationen auf. Die Angebote sind strukturell in drei Zentren mit entsprechenden Organisationseinheiten verortet:
- Zentrum Professionen im Schulfeld[24]
  - Fachdidaktische Vertiefungen
  - Führung und Qualitätsmanagement[25]
  - Kurse & Tagungen[26][27]
  - Vielfalt, Sonderpädagogik und Begabungsförderung
- Zentrum Organisationen im Schulfeld[28]
  - Bildung für Nachhaltige Entwicklung: Beratungsstelle Gesundheitsbildung und Prävention[29] sowie Beratungsstelle Umweltbildung[30]
  - Digitale Medien und Informatik in Schule und Unterricht – imedias[31]
  - Unterrichtsentwicklung und Lernbegleitung – schul-in[32]
  - Schulentwicklung[33]
  - Theaterpädagogik[34]

- Zentrum Hochschulen und ausserschulische Bildung[35]
  - Berufseignungsassessment[36]
  - Beratungsausbildung[37]
  - Hochschullehre[38]

### Forschung und Entwicklung
Im Bereich Forschung und Entwicklung bearbeitet die PH FHNW verschiedene Fragen aus der Bildungspraxis und entwickelt aus den Forschungsergebnissen gut anwendbare Formate für das Berufsfeld, die Politik und die Gesellschaft. Das Institut Forschung und Entwicklung (IFE) ist in fünf Forschungszentren organisiert:
- Zentrum Lehrer*innenbildungsforschung[40]
- Zentrum Lernen und Sozialisation[41]
- Zentrum Lesen – Lesen, Medien, Sprache[42]
- Zentrum Naturwissenschafts- und Technikdidaktik[43]
- Zentrum Politische Bildung und Geschichtsdidaktik[44]

### Dienstleistungen
Zu den Dienstleistungen der PH FHNW gehören:
- Beratungen und Coaching für Schulleitende[45]
- Evaluationen
- Fachdidaktische Kurzberatung[46]
- Fachstelle Digitales Lehren und Lernen in der Hochschule[47]
- History Helpline[48]
- Q2E (Qualität durch Evaluation und Entwicklung)[49]
- RessourcenPlus R+ (Anforderungen und Ressourcen im Lehrberuf)[50]
- Ausgleichsmassnahmen für Lehrpersonen mit einem ausländischen Diplom[51]

## Geschichte
Die PH FHNW entstand als Teil der Fachhochschule Nordwestschweiz am 1. Januar 2006. Sie ging aus der Fusion der Pädagogischen Hochschule Aargau, der Pädagogischen Hochschule Solothurn und der Hochschule für Pädagogik und Soziale Arbeit beider Basel (HPSABB) sowie aus dem Institut für Spezielle Pädagogik und Psychologie (Uni Basel) hervor.
Gründungsdaten der Vororganisationen:
- 1822: Eröffnung des kantonalen Lehrerseminars Aargau
- 1845: Gründung des Schullehrerseminars im Kanton Solothurn
- 1847: Gründung des Lehrerseminars Wettingen
- 1873: Gründung des Lehrerseminars im Kanton Basel-Stadt
- 1966: Gründung des Lehrerseminars im Kanton Basel-Landschaft
- 1971: Gründung des Instituts für Spezielle Pädagogik und Psychologie (an der Universität Basel)

## Inhalte
Die Studiengänge der PH orientieren sich an den folgenden vier Studienbereichen:
- Erziehungswissenschaften
- Fachwissenschaften
- Fachdidaktik
- Berufspraktische Studien

## Forschungsberichte
Der jährliche Forschungsbericht der PH FHNW (herausgegeben bis 2017/18) stellte eine Auswahl von Projekten unter einem Schwerpunktthema vor und bot einen Überblick über die Forschungs- und Entwicklungstätigkeit an der Pädagogischen Hochschule FHNW. Die Projekte orientierten sich am Berufsfeld Schule und Unterricht und stellen Institution und Organisation von Schule einerseits und das pädagogisch didaktische Handeln andererseits ins Zentrum. Seit 2018/19 gibt die PH FHNW einen kürzer gefassten Überblick über die Forschungsprojekte heraus.

## Belege
1. ↑  Brugg-Windisch. Abgerufen am 4. Juni 2020.
2. ↑  Muttenz. Abgerufen am 4. Juni 2020.
3. ↑  Solothurn. Abgerufen am 4. Juni 2020.
4. ↑  Abteilungen – ZDA. Abgerufen am 21. Juli 2022.
5. ↑  Institut Kindergarten-/Unterstufe. Abgerufen am 4. Juni 2020.
6. ↑  Institut Primarstufe. Abgerufen am 4. Juni 2020.
7. ↑  Institut Sekundarstufe I und II. Abgerufen am 4. Juni 2020.
8. ↑  Institut Spezielle Pädagogik und Psychologie. Abgerufen am 4. Juni 2020.
9. ↑  Institut Weiterbildung und Beratung. Abgerufen am 4. Juni 2020.
10. ↑  Institut Forschung und Entwicklung. Abgerufen am 4. Juni 2020.
11. ↑  Home | Institut für Bildungswissenschaften. Abgerufen am 15. November 2022 (Schweizer Hochdeutsch).
12. ↑  Zentrum für Demokratie Aarau - ZDA. Abgerufen am 15. November 2022.
13. ↑  Facts & Figures. Abgerufen am 4. Juni 2020.
14. ↑  Organisation. Abgerufen am 4. Juni 2020.
15. ↑  Bachelor Kindergarten-/Unterstufe. Abgerufen am 8. Juni 2020.
16. ↑  Bachelor Primarstufe. Abgerufen am 8. Juni 2020.
17. ↑  Bachelor/Master Sekundarstufe I. Abgerufen am 8. Juni 2020.
18. ↑  Diplom Sekundarstufe II. Abgerufen am 8. Juni 2020.
19. ↑  Bachelor Logopädie. Abgerufen am 8. Juni 2020.
20. ↑  Master Sonderpädagogik. Abgerufen am 8. Juni 2020.
21. ↑  Studienvarianten Quereinstieg – Alle Informationen auf einen Blick. Abgerufen am 21. Juli 2022.
22. ↑  BachelorPlus und MasterPlus. Abgerufen am 15. November 2022.
23. ↑  Institut Weiterbildung und Beratung. Abgerufen am 11. März 2021.
24. ↑  Zentrum Professionen im Schulfeld. Abgerufen am 21. Juli 2022.
25. ↑  Angebote für Schulleitende. Abgerufen am 11. März 2021.
26. ↑  Kurse. Abgerufen am 11. März 2021.
27. ↑  Tagungen. Abgerufen am 11. März 2021.
28. ↑  Zentrum Organisationen im Schulfeld. Abgerufen am 21. Juli 2022.
29. ↑  Beratungsstelle Gesundheitsbildung und Prävention. Abgerufen am 21. Juli 2022.
30. ↑  Beratungsstelle Umweltbildung. Abgerufen am 21. Juli 2022.
31. ↑  Beratungsstelle Digitale Medien in Schule und Unterricht – imedias. Abgerufen am 21. Juli 2022.
32. ↑  schul-in | Gemeinsam Unterricht entwickeln. Abgerufen am 8. Juni 2020.
33. ↑  Schulinterne Weiterbildung und Beratung. Abgerufen am 11. März 2021.
34. ↑  Beratungsstelle Theaterpädagogik. Abgerufen am 21. Juli 2022.
35. ↑  Zentrum Hochschulen und ausserschulische Bildung. Abgerufen am 21. Juli 2022.
36. ↑  Fachstelle Berufseignungsassessment. Abgerufen am 21. Juli 2022.
37. ↑  Beratungsausbildung. Abgerufen am 11. März 2021.
38. ↑  Hochschullehre. Abgerufen am 11. März 2021.
39. ↑  Institut Forschung und Entwicklung. Abgerufen am 8. Juni 2020.
40. ↑  Zentrum Lehrer*innenbildungsforschung. Abgerufen am 21. Juli 2022.
41. ↑  Zentrum Lernen und Sozialisation. Abgerufen am 8. Juni 2020.
42. ↑  Zentrum Lesen – Lesen, Medien, Schrift. Abgerufen am 8. Juni 2020.
43. ↑  Zentrum Naturwissenschafts- und Technikdidaktik. Abgerufen am 8. Juni 2020.
44. ↑  Zentrum Politische Bildung und Geschichtsdidaktik. Abgerufen am 8. Juni 2020.
45. ↑  Angebote für Schulleitende. Abgerufen am 21. Juli 2022.
46. ↑  Fachdidaktische Kurzberatung. Abgerufen am 21. Juli 2022.
47. ↑  Startseite. Abgerufen am 8. Juni 2020.
48. ↑  History Helpline. Abgerufen am 21. Juli 2022.
49. ↑  Zentrum Bildungsorganisation und Schulqualität – PH FHNW. Abgerufen am 8. Juni 2020.
50. ↑  RessourcenPlus R+. Abgerufen am 8. Juni 2020.
51. ↑  Ausgleichsmassnahmen für Lehrpersonen mit ausländischem Diplom. Abgerufen am 8. Juni 2020.
52. ↑  Archiv Forschungsberichte 2011/12–2017/18. Abgerufen am 8. Juni 2020.

Koordinaten: 47° 28′ 45,2″ N, 8° 12′ 47,6″ O; CH1903: 658387 / 259004